# Игоју (Валча)
Игоју (рум. Igoiu) насеље је у Румунији у округу Валча у општини Алуну. Oпштина се налази на надморској висини од 348 m.

## Становништво
Према подацима из 2002. године у насељу је живело 1072 становника, од којих су сви румунске националности.